# Svt.se
svt.se är Sveriges Televisions webbplats.

## Historik
SVT.se dök första gången upp på webben 1995. Rapport var först ut med egen webbplats. Nyhetsförmedlingen bestod till en början av att man lade upp text-TV-textningen från Rapport 16.00. Det inleddes den 1 september 1995. Efter ett tag började man publicera SVT Text på Internet.
I oktober 1997 startades en ny nyhetssajt vid namn SVT24. Den innehöll även videoklipp med mera. När tv-kanalen SVT 24 startade 1999 bytte Internettjänsten namn till svt.se/nyheter. De flesta regionala nyhetsprogrammen började lägga ut sändningar på Internet. Efter några år började försök med att publicera SVT24:s nyhetssändningar på svt.se.
År 2002 gjorde SVT om sin webbplats helt och hållet. Navigationen ersattes då av fem stora kvadrater med menyer. Den nya sajten kritiserades dock starkt. När Internetworld skulle utse Sveriges sämsta sajter det året toppade svt.se listan. "Amatörmässig design, märklig navigering och buggiga gratisskript", var en del av motiveringen. Under sommaren var också nyhetstjänsten avstängd länge. Sajten för sommarlovsprogrammet Högaffla Hage belönades dock med Prix Europa det året.
SVT svarade på kritiken. I slutet av 2002 lanserades en helt ny nyhetstjänst och i februari 2003 gjordes hela webbplatsen om. Denna gång hade man gjort detta mer varsamt och använt sig av "fokusgrupper" för att användartesta sajten. Man började också bygga upp en barnportal.
I oktober 2003 började man lägga ut Aktuellts 21-sändning på Internet, och Rapport följde strax efter. Den 21 mars 2005 startade "Öppet arkiv" där man lägger upp valda delar av SVT:s arkiv för publiken. Med tiden har de också publicerat allt fler av sina program på internet. Den 9 juni 2005 utsåg Internetworld svt.se till Sveriges bästa sajt.
Oktober 2006 förändrades webbplatsens utseende. En central del var att videoutbudet gjordes tydligare genom en extra spalt med videomaterial till höger. Videotjänsten fick i december namnet "SVT Play".
I maj 2012 gjordes designen om igen och det infördes så kallad "responsive design", vilket betyder att sidan fungerar på flera olika plattformar, såsom mobilenheter och surfplattor.
SVT.se hade tidigare en generell startsida med nyheter, programinformation och dylikt. Den 6 december 2017 togs denna startsida bort och den som besökte SVT.se kom istället direkt in till SVT Nyheter.

## Tjänster

### Nyheter
På webben har SVT nyheter i både text-, bild- och videoform. I stort sett alla nyhetssändningar läggs ut på Internet. I detta ingår Rapports kortsändningar, Aktuellts båda sändningar, Rapport 19.30, alla regionala nyhetsprogram, minoritetsprogrammen Uutiset och Nyhetstecken, de flesta egenproducerade program i SVT24 (undantaget sport) och Kulturnyheterna. Eftersom SVT inte har rättigheter för att sända alla sportbilder på internet sammanställs ett urval klipp i Sportnyttsändningar.

### TV-guide
I sin TV-guide har SVT tablåer för alla egna kanaler, och från 2005 även en del andra kanaler.
Tablåtjänsten nylanserades hösten 2003. Tablån hade då orange och ljusblå bakgrund och två kanaler kunde visas samtidigt i bredd. Vissa program hade egna programsidor och länkar förekom i tablån. År 2005 tillkom tablåer för TV3, TV4 och Kanal 5. År 2007 hade det börjat dyka upp länkar till videoklipp i tablån och länkarna var grafiska och tog upp mer plats än tidigare. Vid den tiden hade de flesta programmen länk till en programsida. Standardformatet för videoklipp var RealVideo och som komplement fanns Windows Media Video. År 2008 fick tv-guiden nytt, bredare utseende med möjlighet att visa tablåer för tre av SVT:s kanaler samtidigt. År 2012 ersattes bakgrundsfärgerna i tablån med en gråskala, tablåerna fick ett mer komprimerat utseende på längden och man fick musklicka för att "veckla ut" tablåerna. Tablåer tillkom för TV6, Sjuan, TV8 och Kanal 9. Länkar till programsidor och videor på SVT Play blev mer dolda och placerades intill programbeskrivningen istället för vid sidan av programtiteln som tidigare. En grafisk kalender tillkom och det blev möjligt att snabbt gå upp till cirka två månader tillbaka och upp till cirka fyra veckor framåt i tablåerna. I samband med att SVT började sända alla sina svenska tv-kanaler live på webbplatsen 2013 skapades länkar i tv-guiden till respektive kanals livesändning.
I mars 2017 fick tablån nytt utseende och flyttade in i SVT Play.
År 2020 förinformerade SVT om förändringar i TV-guiden. I mars 2020 togs tablåer bort permanent för alla andra kanaler än SVT:s. Dyrt och tidskrävande angavs som skäl. Samtidigt fick TV-guiden en ny utformning. Syftet med att göra om TV-guiden från grunden var för att rätta till brister. Sökfunktionen försvann eftersom få besökare använde den, och SVT beklagade att de inte förinformerade om just den förändringen.

### SVT Play
SVT Play är SVT:s videotjänst på Internet. Den byggdes stegvis upp, men fick i december 2006 namnet "SVT Play" och en grön utformning. På videotjänsten läggs de flesta av SVT:s egenproducerade program ut i strömmat format och finns tillgängliga i 30 dagar innan de tas bort av upphovsrättsmässiga skäl.
Till en början var all video RealPlayer-filer, men det blev sedermera möjligt att välja mellan RealPlayer och Windows Media Player. I september 2007 började ett experiment med att sända webb-tv i högre upplösning med hjälp av Move Media Player. Under våren 2009 gjorde man om hela SVT Play. Från att ha varit ett mindre fönster som dykt upp som ett pop-up fönster till att bli en helsida. Formaten på programmen gick från RealPlayer- och Windows Media Player-format till Flash Player-format. Dessutom rensade man bort gamla klipp och program som legat kvar sedan länge.
I december 2007 startade SVT sin första nischkanal på webben: barnkanalen Play Bolibompa. I samband med att detta offentliggjordes meddelade man att man också planerade en nyhetskanal för webben.
År 2013 började SVT livesända alla sina svenska tv-kanaler via SVT Play.
I mars 2017 blev TV-tablån en del av SVT Play. Från juni samma år började SVT avspegla innehåll på Öppet arkivs webbplats i SVT Play och i april 2021 blev det officiellt platsen för arkivet i samband med att Öppet arkivs fristående webbplats stängdes ned.

### Öppet arkiv
Öppet arkiv lanserades den 21 mars 2005 för att uppfylla ett av SVT:s nyårslöften. Där kan användaren se olika klipp ur SVT:s arkiv. I arkivet ingår gamla journalfilmer, barnprogram som Humle och Dumle, faktaprogram som Fråga Lund, sammanställningar kring stora nyhetshändelser (folkomröstningen om kärnkraften, Anna Lindh-mordet, Berlinmurens fall etc.), nöjesprogram som Gäst hos Hagge med mera.
I april 2013 gjordes Öppet arkiv om och då tillkom program, serier och vissa spelfilmer i sin helhet. Detta blev möjligt efter en lagändring och ny överenskommelse med svenska rättighetsorganisationer. Arkivet uppdateras fortlöpande och folket kan önska innehåll i Öppet arkiv genom att kontakta Öppet arkiv-redaktionen på Sveriges Television. Avtalsrättigheterna innebär att materialet måste vara producerat av SVT och ha sänts före 1 juli 2005. Innehållet i Öppet arkiv får endast visas i Sverige.
I april 2021 stängdes den fristående webbplatsen och därefter finns innehållet endast tillgängligt i SVT Play och tillhörande appar.

### Barn
Sedan början av 2003 har SVT utvecklat en barnportal. Den är uppbyggd kring SVT:s barnprogram och innehåller bland annat en playkanal för barn och en tablå för tv-kanalen SVT Barn. Tidigare fanns även Flashspel som slutade fungera när Flashstödet för webbläsare avvecklades. I juni 2003 omnämndes barnportalen som Sveriges bästa barnsajt av Internetworld.

### Spinn
Spinn var en ungdomscommunity som byggdes upp kring TV-programmet med samma namn och fungerade även som inramning kring de program som riktar sig främst till ungdom. TV-programmet lades ned 2005, men communityn fanns kvar i ytterligare år, det var i drift från 2002 till 2008. Likt Sveriges Radios community P3 Star byggde det på Netstar AB:s Starcommunity-plattform.

### SVT Opinion
SVT hade en särskild debattsajt på Internet som hette SVT Opinion (under en period SVT Debatt). Opinionssajten lanserades i april 2005. Redaktör från starten var Jessica Lindroth. Från 2010 var Inti Chavez Perez debattredaktör.
Den 5 oktober 2005 lanserade man även en bloggrelaterad tjänst, bloggat., där man bjuder in utvalda bloggare till att skriva på svt.se. Den första bloggaren att skriva på bloggat. var Dick Erixon. Våren 2007 bjöd SVT Opinion in 16 bloggare att skriva om framtiden - Sverige 2020. Bland bloggarna som skrev var Syrran, Dyslesbisk, Fredrick Federley och Erik Laakso.
Redaktionen för SVT Opinion finns i Göteborg och ligger under samhällsredaktionen, SVT Väst. Till hösten 2009 bytte programmet Debatt programledare, och i samma veva bytte även SVT Opinion namn till SVT Debatt. År 2014 återgick man till namnet SVT Opinion. Programmet Debatt ersattes våren 2016 av Opinion live. När detta program lades ner i december 2019 lades även webbplatsen SVT Opinion ner.